# 1953 au théâtre
| Années du théâtre : 1950 - 1951 - 1952 - 1953 - 1954 - 1955 - 1956    |
| Décennies du théâtre : 1920 - 1930 - 1940 - 1950 - 1960 - 1970 - 1980 |

Cet article présente les faits marquants de l'année 1953 au théâtre.

## Pièces de théâtre représentées
- 4 janvier : En attendant Godot de Samuel Beckett, création au Théâtre de Babylone dans une mise en scène de Roger Blin
- 22 janvier : Les Sorcières de Salem d'Arthur Miller, Broadway
- février : Victimes du devoir d'Eugène Ionesco, Théâtre du Quartier Latin
- 25 mars : Médée de Jean Anouilh, Théâtre de l'Atelier
- 14 octobre : L'Alouette de Jean Anouilh, Théâtre Montparnasse-Baty
- 6 novembre : Pour Lucrèce de Jean Giraudoux, mise en scène Jean-Louis Barrault, Théâtre Marigny
- 14 novembre : Kean de Jean-Paul Sartre, mise en scène Pierre Brasseur, Théâtre Sarah Bernhardt

## Naissances
- 30 janvier : Sophie Chauveau, metteuse en scène et écrivaine française.
- 25 mai : Eve Ensler, dramaturge féministe américaine.
- 25 juin : Macha Makeïeff, metteuse en scène et créatrice de décors et de costumes.

## Décès
- 11 juin : Marcel Herrand, acteur, metteur en scène et directeur de théâtre français, né le 8 octobre 1897.
- 7 septembre : Nicolas Evreïnoff, dramaturge, écrivain, metteur en scène et historien du théâtre russe, né le 13 février 1879.